# Faggiano
Faggiano è un comune italiano di 3 367 abitanti della provincia di Taranto in Puglia. Faggiano fa parte dell'Unione dei comuni di Montedoro, istituita nel settembre 2002. Gli abitanti prendono il nome di Faggianotti o più raramente ed erroneamente Faggianesi.

## Geografia fisica
Situato nel nord Salento, il territorio comunale è completamente in pianura, con altitudine compresa tra i 20 e i 147 metri sul livello del mare. Il borgo sorge sul versante meridionale del Monte Doro, una collina di altezza modesta facente parte delle Murge Tarantine, parzialmente coperta da una pineta.

## Storia
La storia documentata di Faggiano parte nel Medioevo, dove nei pressi dell'attuale borgo abitarono alcuni monaci basiliani riparatesi in seguito a delle persecuzioni. Tracce si trovano in alcune cave di tufo, dove sono presenti alcune cripte. La zona fu poi occupata da gruppi di albanesi, dopo la morte dell'eroe nazionale Giorgio Castriota Scanderbeg. Il gruppo occupò in particolare la località Serra dove attualmente sorge la frazione San Crispieri. Alla fine dell'anno Trecento l'allora Principato di Taranto riconobbe autonomia amministrativa al casale di Faggiano, e in particolare lo stato di Universitas, che garantiva l'esenzione dalle imposte fiscali. In epoca napoleonica, le leggi eversive della feudalità garantirono una qualche autonomia ai faggianesi. Durante il XIX continuò il disboscamento della foresta che circondava tutta l'area.

### Simboli

Il gonfalone comunale

Lo stemma è stato riconosciuto con decreto del capo del governo del 12 luglio 1939 e concesso insieme al gonfalone con DPR del 3 dicembre 2001.
Il gonfalone è un drappo di giallo con la bordatura di azzurro.

## Monumenti e luoghi d'interesse

### Architetture religiose

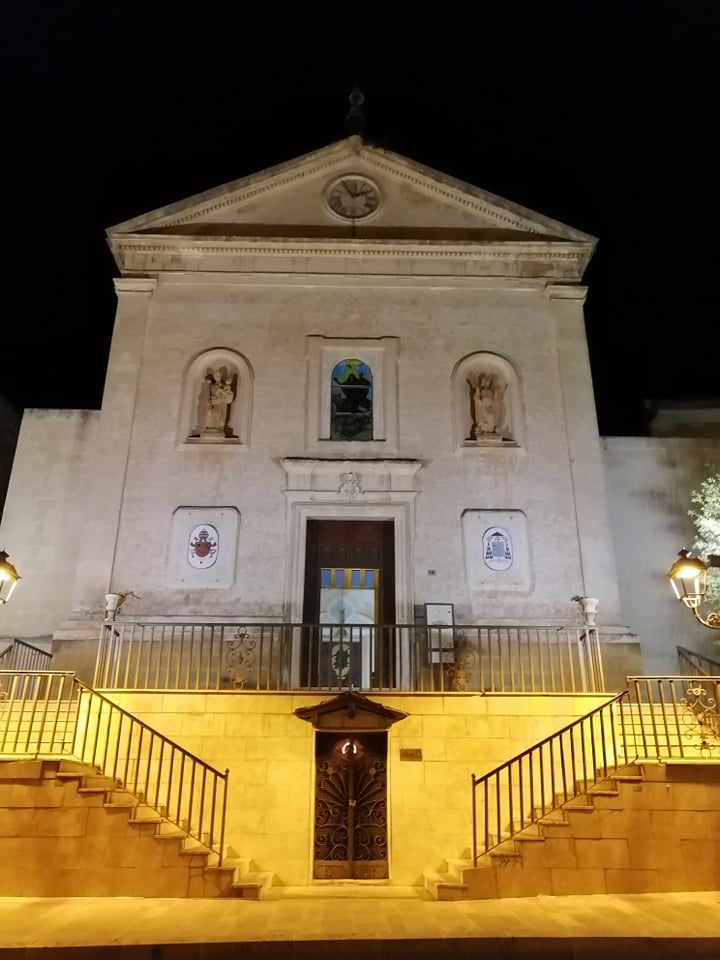
Chiesa Madre

#### Chiesa Madre di Santa Maria Assunta
Il principale edificio religioso è la chiesa Madre di Santa Maria Assunta risalente forse al XIV secolo. Le prime notizie certe del luogo di culto risalgono alla relazione della visita effettuata dall'arcivescovo di Taranto Lelio Brancaccio il 4 maggio 1578. Nella chiesa, a navata unica e lastricata di lapidi sepolcrali, si celebrava la messa con il rito greco, che fu conservato fino a tutto il XVIII secolo, a testimoniare il forte attaccamento alle tradizioni greco-albanesi della comunità. Nel 1760 la chiesa fu restaurata e assunse l'aspetto odierno.

#### Altre chiese
- Chiesa Santa Maria del Carmine, nella piazza principale del paese. L'edificio ha la struttura tipica delle chiese di rito ortodosso, caratterizzate dall'ingresso principale sulla navata sinistra il portale frontale che si apre solo nel periodo mariano.
- Chiesa del Rosario, vicina alla chiesa matrice; risale presumibilmente alla stessa epoca. È più piccola e presenta la particolarità architettoniche delle chiese greche ossia ingresso principale sul lato e ingresso frontale riservato al periodo Mariano.
- Chiesa di San Francesco di Paola, in contrada San Crispieri, della seconda metà del XV secolo, si colloca nei pressi del castello feudale.
- Chiesa di Santa Maria di Costantinopoli, poco lontano dalla frazione di San Crispieri, sulla strada che porta a Lizzano. Il culto per la Madonna di Costantinopoli richiama le radici ortodosse della religiosità faggianese. I festeggiamenti si tenevano ogni primo martedì di marzo. Dell'edificio, parzialmente crollato e in fase di restauro, si conservano l'altare e alcuni affreschi.
- Cripta di San Nicola, oggi occultata, ricavata attorno all'anno 1200 in una grotta e ricca di affreschi sulla vita del Santo.

La piccola frazione di Faggiano, San Crispieri è un piccolo agglomerato di circa 50 abitazioni, possiede un castello e una ludoteca attualmente in fase di costruzione.

## Società

### Evoluzione demografica
Abitanti censiti

All'1-1-2022 risiedevano a Faggiano 52 cittadini stranieri.

## Cultura

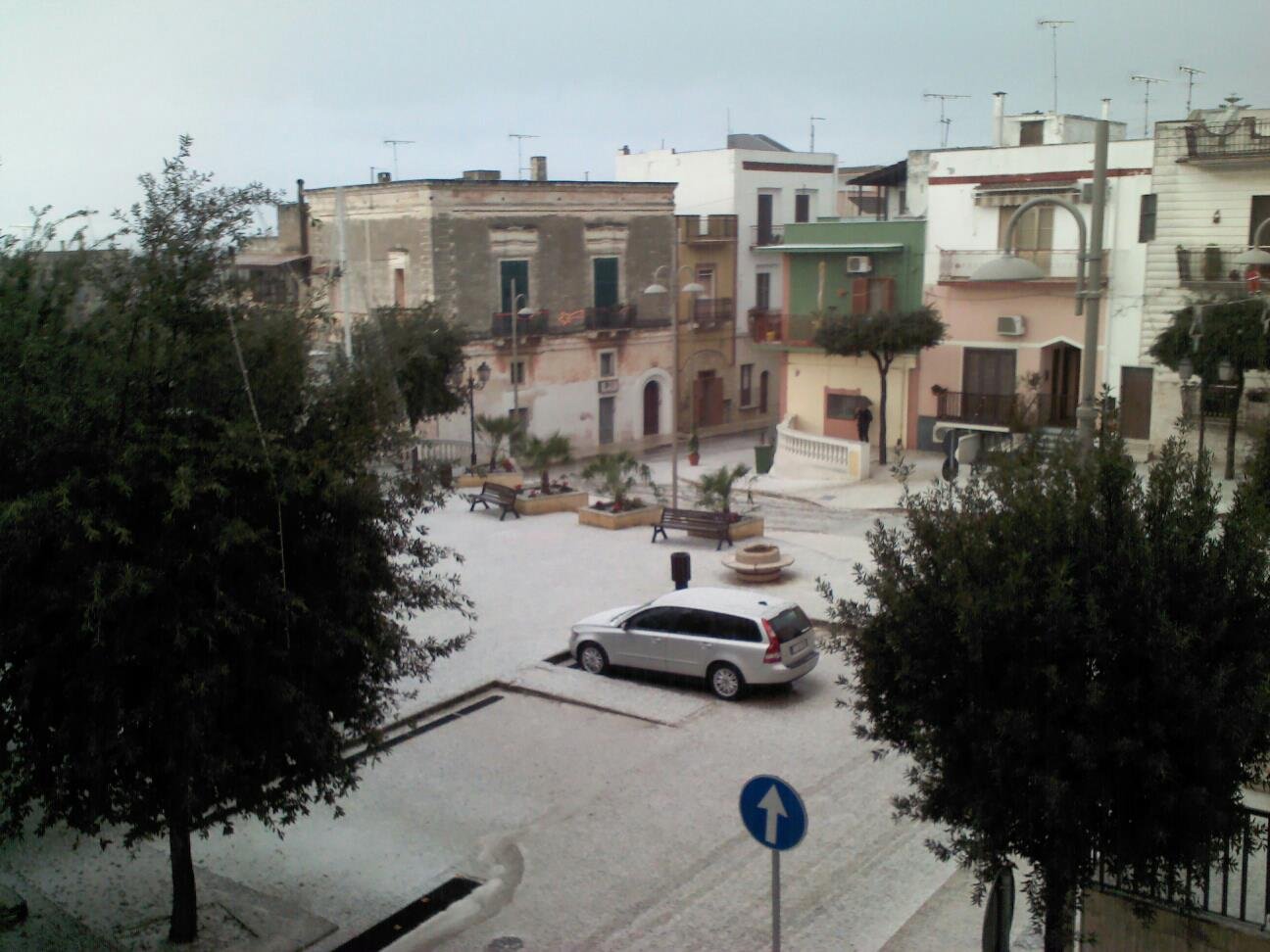
Piazza Vittorio Veneto

### Eventi

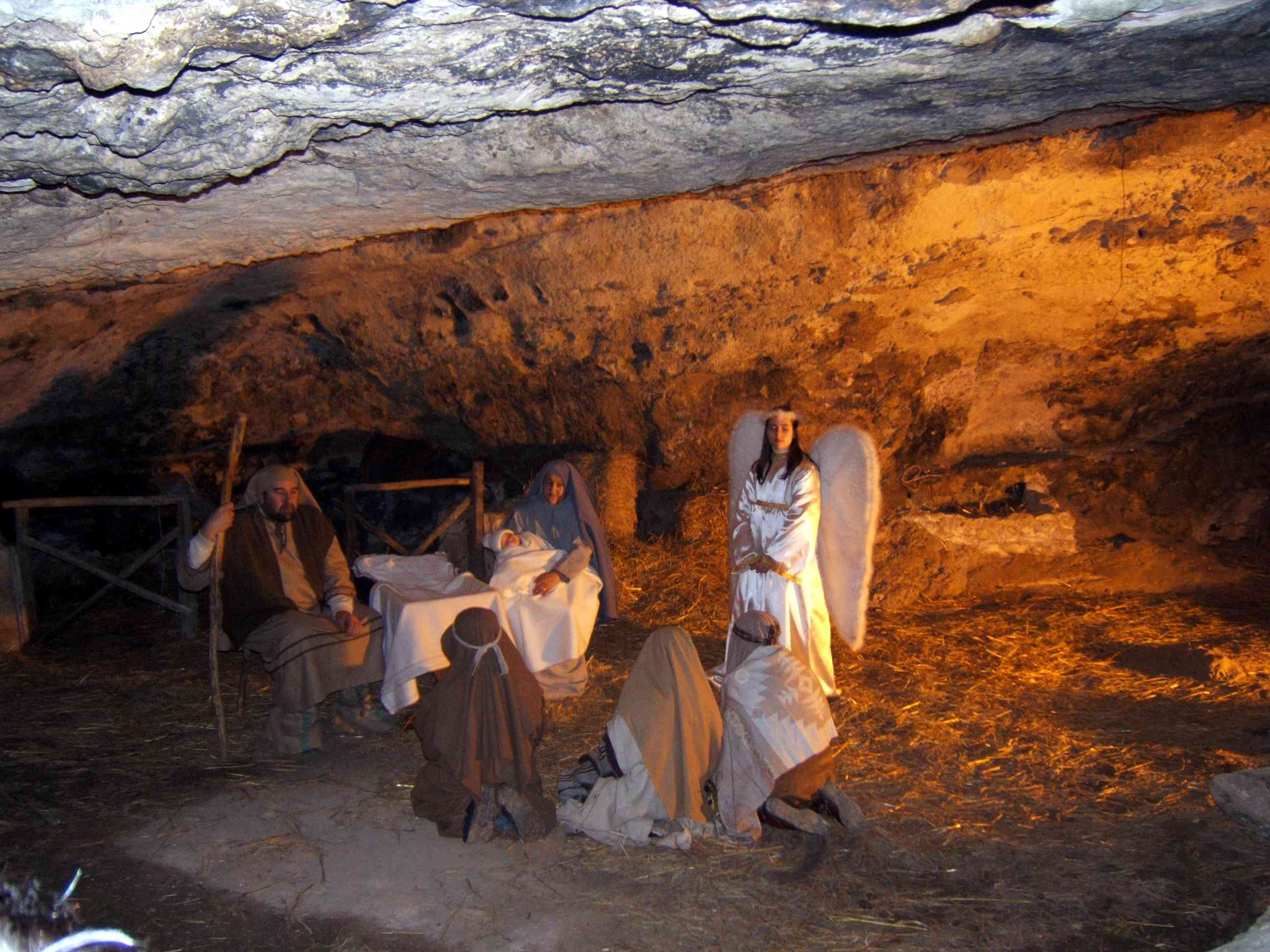
Presepe vivente - Grotta della Natavità

- Presepe vivente, nello scenario rupestre di contrada "La Campana", con oltre cento figuranti che riproducono in costumi tradizionali scene di vita contadina della tradizione ionica. La manifestazione è stata più volte premiata come miglior presepe vivente d'Italia dall'Associazione Culturale e Regionale "Amici dei Presepio delle Madonie e di Sicilia".
- Festa della pace, ad inizio estate. La manifestazione, risalente al 1986, include concorsi musicali in piazza e commedie in vernacolo.
- Confrontiadi, giochi estivi della durata di una settimana tra i rioni in cui è suddiviso il paese. In occasione della manifestazione, si tiene anche una sagra.
- Jonio Jazz, è un festival della musica jazz dalla durata di quattro giorni nello scenario del centro storico cittadino (nelle vecchie edizioni il festival aveva come ambientazione il borgo antico della frazione San Crispieri), dove si esibiscono i migliori protagonisti della musica jazz.

## Geografia antropica

### Urbanistica
Il comune è suddiviso in 5 rioni, detti Chiancara, Era Giudei, Lopa Calvario, Montedoro e Cornula, oltre alla frazione di San Crispieri. I nomi dei rioni derivano da caratteristiche dei luoghi: "Chiancara" dalle chianche (pietre) che ancora in qualche zona del paese si riescono a notare, "Era Giudei" dalle crociate che ci furono nel Medioevo, "Lopa Calvario" deriva, appunto, dal Calvario situato nella periferia del paese, "Montedoro" prende il nome dal monte che sovrasta il paese, "Cornula" dal nome di un albero che si trova nelle vicinanze del rione, e "San Crispieri" dalla medesima frazione.

## Economia
Il settore trainante dell'economia faggianese è l'agricoltura, incentrata sull'olivicoltura e la viticoltura. Sono attive anche piccole industrie alimentari, specie per la lavorazione del caffè e della carne, e piccole industrie metalmeccaniche per la costruzione di macchine idrauliche ad uso antincendio e lavorazioni di carpenteria. La zona industriale di Faggiano si estende a nord dell'abitato nei pressi dei confini col comune di San Giorgio Ionico.

## Amministrazione
Di seguito è presentata una tabella relativa alle amministrazioni che si sono succedute in questo comune.
| Periodo        | Periodo        | Primo cittadino | Partito                         | Carica  | Note  |
| -------------- | -------------- | --------------- | ------------------------------- | ------- | ----- |
| 29 giugno 1985 | 26 maggio 1990 | Domenico Sgobba | Partito Comunista Italiano      | Sindaco | [ 7 ] |
| 26 maggio 1990 | 24 aprile 1995 | Domenico Sgobba | Partito Comunista Italiano      | Sindaco | [ 7 ] |
| 24 aprile 1995 | 14 giugno 1999 | Cosimo Santese  | lista civica di centro          | Sindaco | [ 7 ] |
| 14 giugno 1999 | 14 giugno 2004 | Cosimo Santese  | lista civica di centro          | Sindaco | [ 7 ] |
| 15 giugno 2004 | 8 giugno 2009  | Domenico Sgobba | lista civica di centro-sinistra | Sindaco | [ 7 ] |
| 8 giugno 2009  | 26 maggio 2014 | Domenico Sgobba | lista civica di centro-sinistra | Sindaco | [ 7 ] |
| 26 maggio 2014 | in carica      | Antonio Cardea  | lista civica di centro-sinistra | Sindaco | [ 7 ] |

### Gemellaggi
Dal 2016 Faggiano è gemellata con la città di Betlemme.

## Sport

### Impianti sportivi
Il comune possiede un campo sportivo con pista di atletica leggera data in concessione alla società sportiva "Hellas Taranto". Sono presenti anche campi di bocce, calcetto e pallavolo, anch'essi comunali e dati in concessione a privati.